# Corps Saxonia Leipzig
Das Corps Saxonia Leipzig ist eine pflichtschlagende und couleurtragende Studentenverbindung im Kösener Senioren-Convents-Verband (KSCV). Das Corps vereint Studenten und Alumni der Universität Leipzig, der Johann Wolfgang Goethe-Universität Frankfurt am Main und der Universität Augsburg. Die Corpsmitglieder werden Leipziger Sachsen genannt.

## Couleur, Wappenspruch und Wahlspruch
Saxonia hat die Farben dunkelblau–hellblau–weiß mit weißer Perkussion, wobei das Band mit 36 mm leicht breiter ist als üblich. Dazu wird eine dunkelblaue Mütze (Hinterhauptcouleur) getragen. Die Fuchsfarben sind dunkelblau–weiß. Der Conkneipant (CK) trägt eine Fuchsenmütze als Abzeichen. Weiterhin gibt es den Status des Corpsschleifenträgers.
Der Wappenspruch lautet Neminem time, neminem laede! (dt. „Fürchte niemanden, verletze niemanden!“). Der Wahlspruch ist Virtuti semper corona! (dt. „Der Mannesehre stets die Krone!“)

## Geschichte

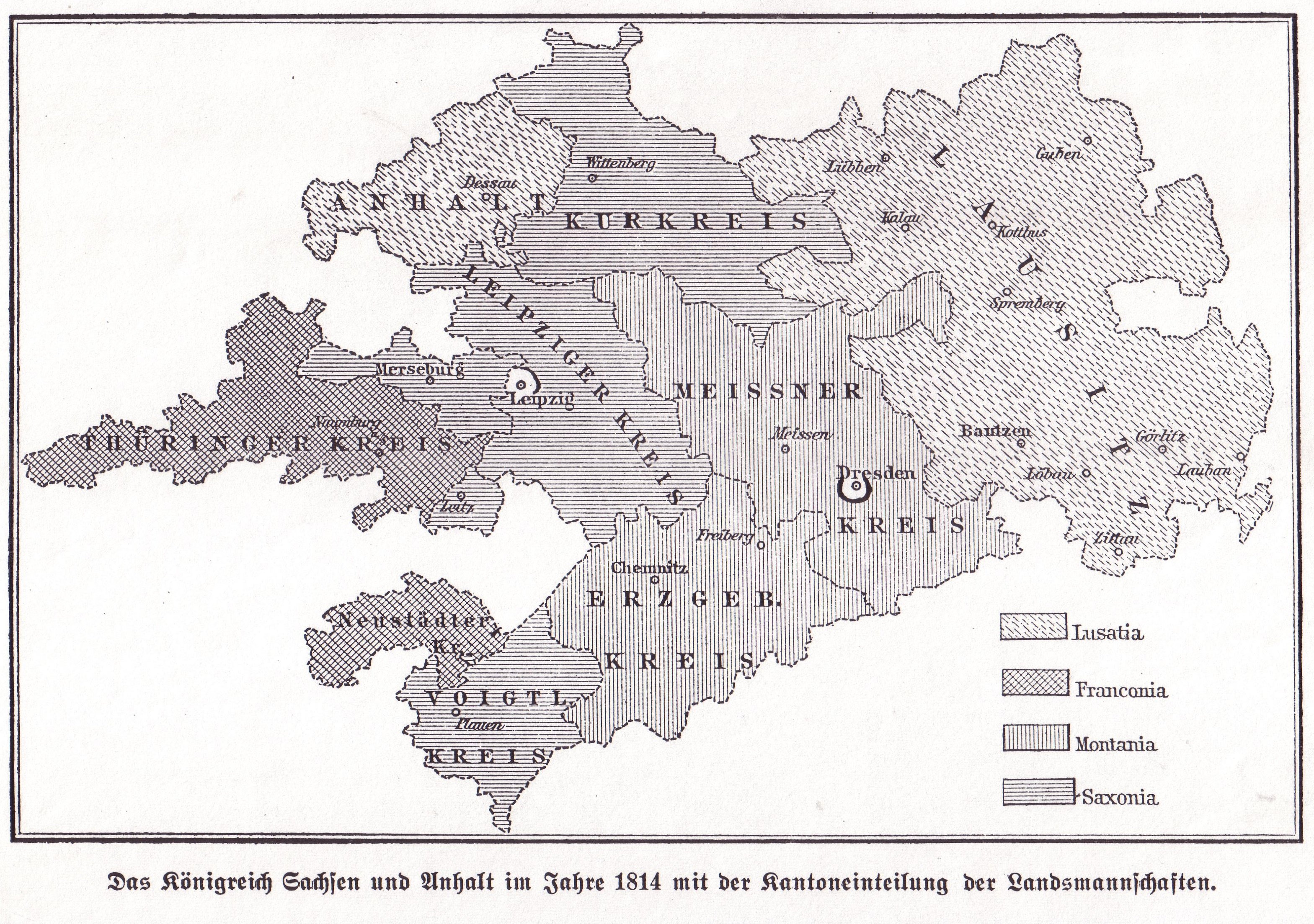
Kantoneinteilung für die Landsmannschaften im Königreich Sachsen (1814)

Das Corps Saxonia wurde am 4. September 1812 von sieben Mitgliedern der Landsmannschaft Thuringia Leipzig, drei Mitgliedern des Corpslandsmannschaft Saxonia Jena sowie zwei Angehörigen des Corpslandsmannschaften Austria an der Universität Leipzig als Landsmannschaft Saxonia Leipzig gestiftet. Zu deren Mitgliedern – besser Renoncen – gehörte später auch Richard Wagner. Allerdings nicht lange: Wagner selbst schreibt, dass er freiwillig das Corps verlassen habe: vor allem aus Enttäuschung über die apolitische Haltung der Leipziger Landsmannschafter (= Corpsstudenten) zum Aufstand der Polen. Die „schmerzliche Trauer“ Wagners über die polnische Niederlage bei Ostrolenka hätten die Landsmannschafter nicht geteilt (vgl. Richard Wagner, Mein Leben, herausgegeben von Gregor-Dellin, Taschenbuch Goldmann Verlag, München 1983, S. 67). Seit dem 30. Mai 1822 bezeichnet Saxonia sich als Corps.
Das Corps gehörte 1848 zu den Gründungsmitgliedern des Kösener Senioren-Convents-Verbands (KSCV). 1850, 1860 und 1986 (für Augsburg) waren Leipziger Sachsen Vorsitzende des oKC.
Im Oktober 1905 wurde das erste eigene Haus in der Elsterstraße 23 in Leipzig eingeweiht, das durch das Corps angekauft und geringfügig umgebaut wurde. Zuvor war das Corps über zwanzig Jahre in der ersten Etage des Hauses Kleine Fleischergasse Nr. 8 beheimatet gewesen.
In der Zeit des Nationalsozialismus musste Saxonia am 27. Oktober 1935 wie alle Corps suspendieren. Mit Budissa, Lusatia und Thuringia beteiligte sie sich ab 1938 an der Gründung der Leipziger SC-Kameradschaft „Markgraf von Meißen“, die 1942 zum Corps Misnia IV wurde. Da nach dem Zweiten Weltkrieg wegen des kommunistischen Regimes in Leipzig kein corpsstudentisches Leben möglich war, rekonstituierte Saxonia Leipzig am 20. Dezember 1951 in Frankfurt am Main. 1973 übersiedelte sie nach Augsburg. Nach der Deutschen Wiedervereinigung kehrte das Corps 2001 nach Leipzig zurück.

## Kreispolitik

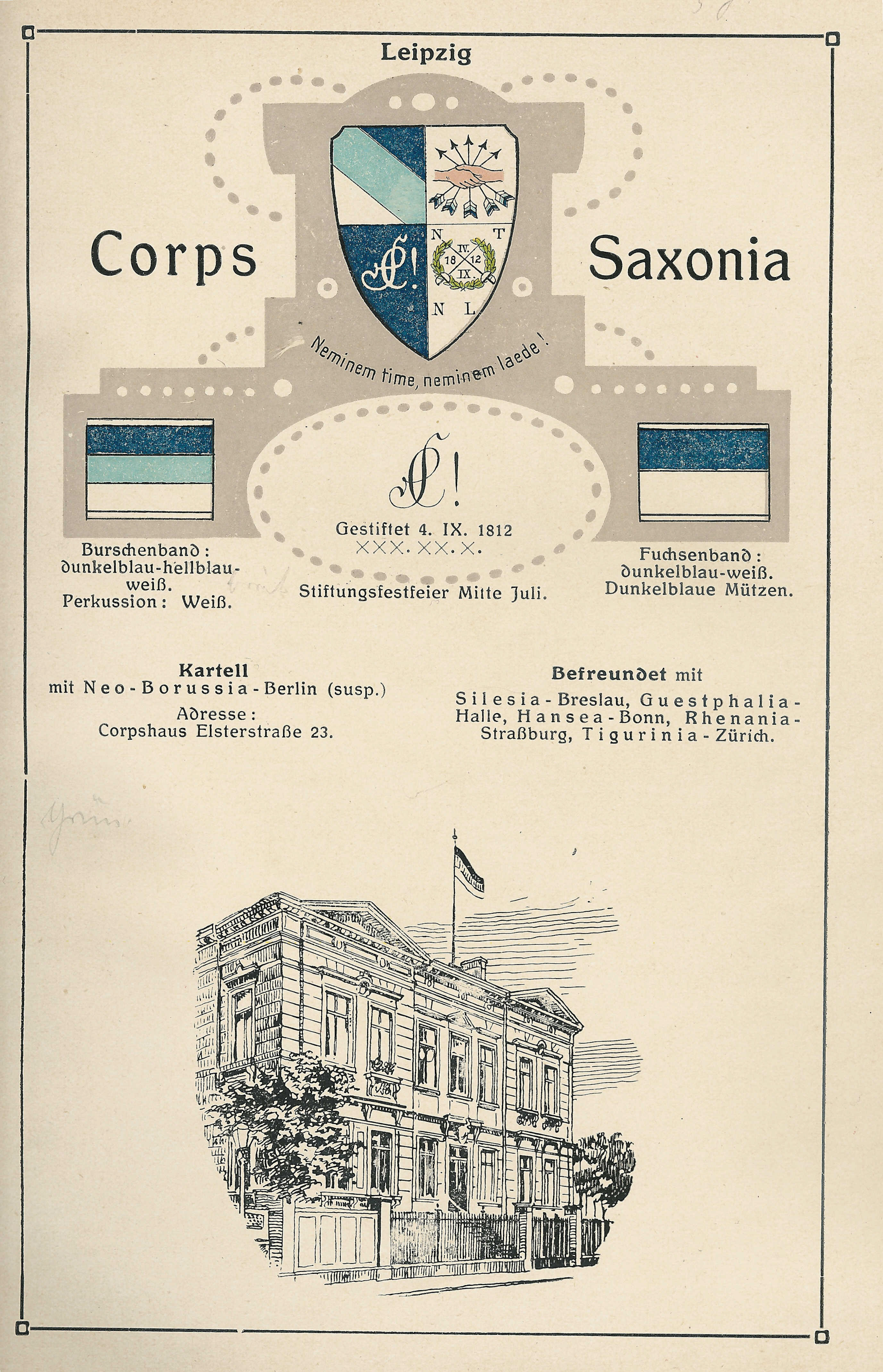
Saxonias Verhältnisse (1912)

Welche Bedeutung die sog. Kösener Kreispolitik vor (und nach) der Jahrhundertwende hatte, zeigt sich am deutlichsten bei Saxonia Leipzig. Zur Zeit der Deutschen Reichsgründung stand sie in einem „festgeschlossenen Kartellkreis“ mit Thuringia Jena (1836), Brunsviga Göttingen, Silesia und Borussia Greifswald. Im Gegensatz zu diesen Corps unterhielt sie gleichzeitig kreisfremde Verhältnisse. Allseits wurden ihr Verhältnisverträge angetragen, von denen sie viele „bereitwilligst“ einging. Mit Neoborussia Berlin stand sie im Kartell, allerdings wurde das Kartell bei der Rekonstitution der Neoborussia 1922 nicht fortgeführt. Mit Franconia München, Hansea Bonn, Vandalia Heidelberg, Tigurinia und Rhenania Straßburg war sie befreundet.

### München
Als Suevia München nicht mehr Lebenscorps war und unter den Waffencorps Verbündete suchte, wurde sie von Thuringia Jena zur Abkehr vom Vorstellungsverhältnis mit Thuringia Leipzig und zur Annäherung an Saxonia gedrängt. Wie in Jena und Göttingen wurden tüchtige Schwaben bei Saxonia aktiv. Die Beziehungen wurden eng und herzlich. Hingegen löste sich das befreundete Verhältnis mit Franconia München.

### Heidelberg
Das Gleiche passierte 1875 mit Vandalia Heidelberg; denn Rhenania Heidelberg – die im Anfang der 1870er eine „besonders hervorragende Stellung im KSCV“ errungen hatte – stand in sehr engen Beziehungen zu Suevia München, was zum Bruch mit Thuringia Leipzig führte. Dagegen schickte Rhenania mehrere Aktive zu Saxonia, darunter Alfred Kast. Als Kast einen ironischen Zwischenruf auf die Entscheidung eines Unparteiischen in Freiburg nicht zurücknehmen wollte, wurde er von Saxonia perpetuell dimittiert. Da Rhenania nicht nachzog, stürzte Saxonia eine PP-Suite. Als sie beim Gießener Senioren-Convent ausgetragen wurde, verschärften sich die Spannungen. Nach einer Mensuranfrage erklärten Teutonia Gießen und Hassia eine Sachsenpartie für ungenügend. Saxonia stürzte beiden Corps PP. Obwohl sie mit allen fünf Heidelberger Corps gemeinsame Corpsbrüder hatte, verlor sie ihr zweites Verhältnis und jeden anderen Kontakt im Heidelberger Senioren-Convent.

### Zwischen den Stühlen
Der Bruch mit Franconia und Vandalia hätte Saxonia noch näher zum schwarzen Kreis gebracht, wenn das alte Kartell mit Borussia Greifswald Bestand gehabt hätte; allerdings wurde es von Saxonia im Januar 1876 gebrochen, weil Borussia ehemalige Göttinger Burschenschafter ohne Mensur recipiert hatte. Der Kartelltag des schwarzen Kreises sprang Saxonia bei, löste sich aber auf ihren Antrag auf.
Infolge dieses Bruchs scheiterten auch die Kartelle mit Silesia (ihm folgte später ein befreundetes Verhältnis), Thuringia Jena und Brunsviga.
Thuringia Jena – ohnehin im Kösener Platzvorteil – beherrschte den schwarzen Kreis. Mit Mehrbändermännern hatte sie Brunsviga, Silesia und Borussia wiederholt vor der Suspension bewahrt. Zu Suevia München und Hassia unterhielt sie „äußerst feste und gegenseitig herzliche Beziehungen“. In ihrem Streben nach einer geschlossenen Kreispolitik unter ihrer Führung störte sie sich an Saxonias Selbständigkeit und ihren Verhältnissen mit grünen Corps; denn die standen in Jena natürlich der Franconia näher als der Thuringia, was deren unbedingtem Führungsanspruch im Senioren-Convent und indirekt auch im schwarzen Kreis zuwiderlief. Das 50-jährige Kartellfest wurde 1889 in Naumburg (Saale) noch gefeiert; danach ging man auseinander. Nach diesen Erfahrungen neigten Saxonias Corpsburschen – trotz eindringlichster Mahnungen der Alten Herren – immer mehr zum grünen Kreis, „ohne daß – was vorauszusehen war – anderseits der erstrebte Anschluß an den eigentlichen Kern des grünen Kreises gelungen ist“.
Dass die „engen und festen Verhältnisse“ zu Franconia Tübingen, Suevia Freiburg und Suevia München diese Wendung überdauern würden, erwies sich als trügerische Hoffnung. Mit der suspendierten Neoborussia Berlin hatte Saxonia vor dem Ersten Weltkrieg nur ein Kartell. Befreundet war sie noch mit Silesia, Guestphalia Halle (1838), Hansea Bonn (nach 1860), Rhenania Straßburg (1874) und Tigurinia. In die Brüche gingen die befreundeten Verhältnisse mit Hasso-Nassovia und Nassovia (1896). Das nach 1860 abgeschlossene Vorstellungsverhältnis mit Baruthia hielt 50 Jahre. Im 20. Jahrhundert verschoben sich die Gewichte im schwarzen Kreis von Thuringia Jena zu Suevia München.

„Zu allen den anderen lebensfähigen, stets hilfsbereit gewesenen, ehemals befreundeten Corps, die dem schwarzen Kreis angehören oder ihm nahestehen, sind die Beziehungen gelöst, und es sind jetzt außer zu Silesia nur noch Beziehungen zu einigen Corps vorhanden, die sich zum grünen Kreis rechnen, die aber leider selbst fast stets unter Leutemangel kränkeln, sodaß auf ausgiebige Unterstützung von ihnen in der Zeit der Not nicht zu rechnen ist, wie denn außerdem die Geschichte der Misnia hinlänglich lehrt, daß sich mit Hilfe des grünen Kreises allein in Leipzig ein Corps nicht dauernd zu halten vermag.“

### Jüngere Zeit
Die ältesten freundschaftlichen Beziehungen bestehen seit 1838 mit Guestphalia Halle (Kartell seit 2002). In der jüngeren Zeit (ab 2010) wurden Kartellverhältnisse mit Silesia Breslau, Hasso-Nassovia Marburg und Franconia Tübingen abgeschlossen. Die alten (grünen) Verhältnisse mit dem Corps Holsatia und dem Corps Hansea Bonn gingen in den 1990er Jahren in die Brüche. Am 1. Oktober 2016 wurde ein neues Freundschaftsverhältnis mit Corps Brunsviga Göttingen geschlossen.

## Mitglieder

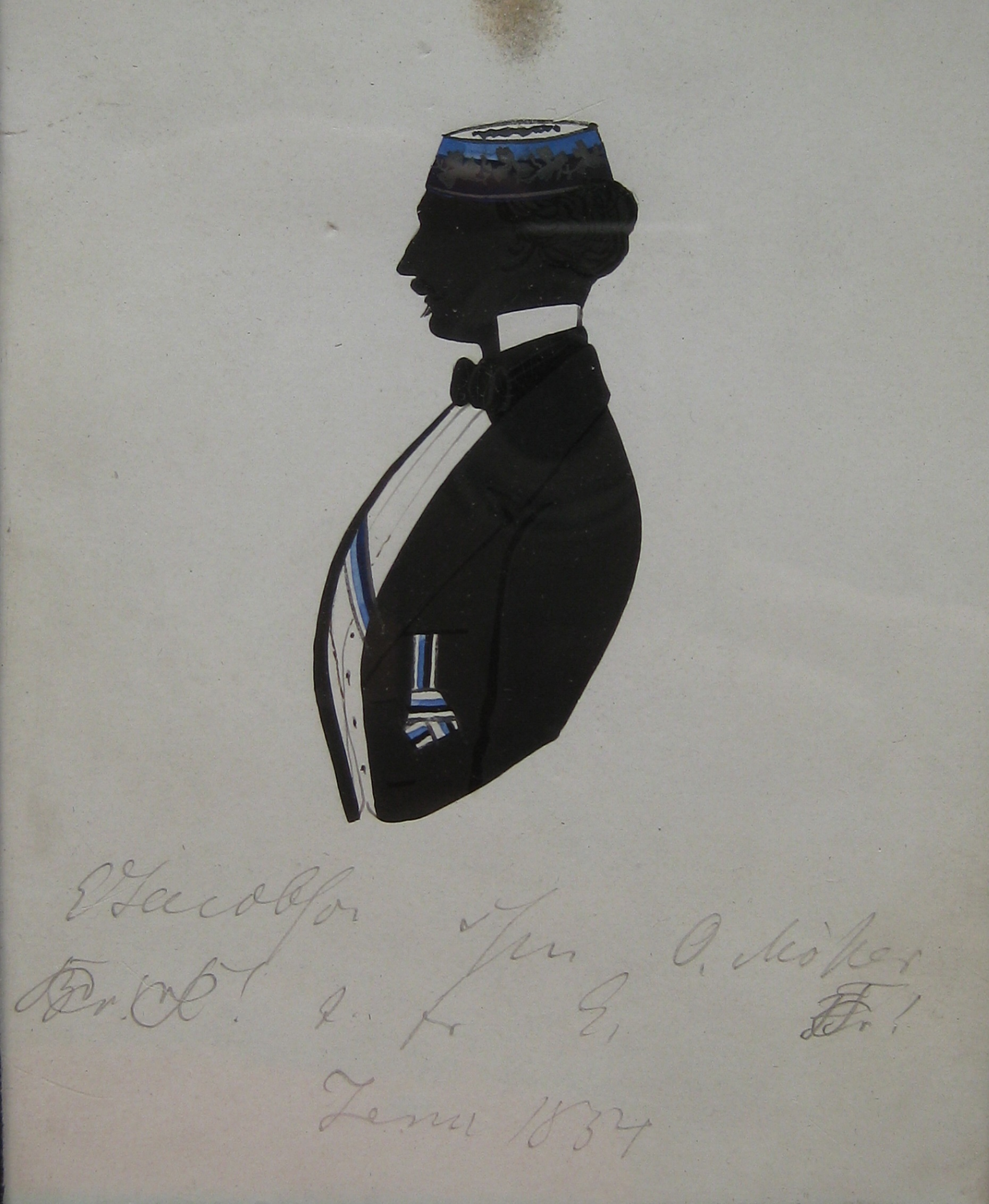
Emil Jacobson (Baltia Königsberg, Saxonia Leipzig)

- Friedrich Beneke (1853–1901), Altphilologe, Gymnasiallehrer in Oldenburg, Bochum und Hamm
- Hans Beschorner (1872–1956), Historiker und Archivar
- Oscar Hermann Beschorner (1843–1904), HNO-Arzt
- Julius Hermann Besser (1807–1895), Geheimer Regierungsrat, Mitglied des Erfurter Unionsparlaments
- Bernhard von Bismarck (1810–1893), MdHdA
- Rudolf Graf von Bünau (1804–1866), Rittergutsbesitzer, MdHdA
- Benno Credé (1847–1929), Chirurg und Generalarzt
- Siegfried Dehn (1799–1858), Musiktheoretiker
- Otto Fiebrantz (1880–1965), Landrat in Landeshut
- Edmund Graf von Flemming (1827–1897), MdR
- Philipp von Gehren (1868–1931), Landrat in Goldap
- Themistocles Gluck (1853–1942), Chirurg
- Ernst Gottschald (1795–1871), Oberbürgermeister von Plauen
- Hugo Grille (1870–1962), Direktor des Oberverwaltungsgerichts Dresden, Regierungspräsident in Chemnitz
- Ernst Grundmann (1861–1924), Jurist, Landschaftssyndikus, MdHdA
- Wilfried Gunkel (1930–2005), Meeresbiologe
- Max Gutknecht (1876–1935), Staatsminister von Anhalt (1918)
- Karl Heine (1819–1888), Unternehmer und Industriepionier
- Carl von Helldorff (1804–1860), preußischer Landrat, Kammerherr, Mitglied des Provinziallandtags der Provinz Sachsen und des Vereinigten Landtags, MdHdA, MdHH
- Karl Hertzog (1875–1960), Oberbürgermeister von Merseburg
- Carl Hinkel (1793–1817), Dichter
- Anton Friedrich Hohl (1811–1862), Professor für Geburtshilfe, Stifter der Saxonia Leipzig
- Wolf von Hoyer (1806–1873), Bildhauer
- Emil Jacobson (1833–1874), Regierungsrat, MdHdA
- Alfred Kast (1856–1903), Professor für Innere Medizin an der Universität Breslau
- Paul von Koerner (1849–1930), Diplomat
- Karl Gotthold Krause (1837–1899), Jurist, Mitglied der II. Kammer des Sächsischen Landtags, MdR
- Karl Lueder (1834–1895), Strafrechtler
- Rudolf von Marschall (1820–1890), Landrat, MdHdA, MdHH
- Wilhelm Meyer-Förster (1862–1934), Schriftsteller (bereits als Student ausgeschieden)
- Gottfried Milde senior (1934–2018), CDU-Politiker, hessischer Innenminister
- Ullrich Nauck (1852–1923), Landrat des Kreises Iserlohn
- Karl Neubert (1799–1845), Pathologe und Medizinhistoriker
- Julius Gottlob von Nostitz und Jänkendorf (1797–1870), Gesandter Sachsens beim Bundestag
- Richard Oesterhelt (1879–1946), Amtshauptmann und Regierungspräsident in Sachsen
- Wedig von der Osten (1859–1923), MdHH
- Georges Passavant (1862–1952), Schweizer Bankier und Fotograf.
- Raimund von Pape (um 1798–1850), Landrat in Schwetz
- Alexis Peltz (1831–1894), Rittergutsbesitzer, Abgeordneter zur I. Kammer des Sächsischen Landtags
- Viktor von Ponickau (1808–1889), Landrat des Kreises Zeitz
- Georg Popp (1861–1943), Kriminalist
- Wilhelm Rein (1809–1865), Altphilologe, Rechtshistoriker, Heimatforscher und Gymnasiallehrer
- Friedrich Wilhelm Richter (1878–1946), Staatsminister des Inneren des Freistaates Sachsen, Präsident des Sächsischen Landesrechnungshofes
- Friedrich Heinrich Rinne (1852–1924), Chirurg
- Julius Rißmüller (1863–1933), Oberbürgermeister von Osnabrück
- Bernhard von Rochow (1808–1889), Gutsbesitzer und Politiker
- Emil Roesle (1875–1962), Medizinstatistiker und Genealoge
- Paul Roh (1870–1958), Diplomat, Generalkonsul I. Klasse
- Karl August Rudolf Rüder (1852–1912), Bürgermeister von Ehrenfriedersdorf und Roßwein, Mitglied der II. Kammer des Sächsischen Landtags
- Ernst Heinrich Rummel (1805–1872), Stadtrat und Beigeordneter der Stadt Halle an der Saale, MdHH
- Friedrich Raimund Sachße (1817–1898), Jurist, Vorsitzender des Revierausschusses für das Freiberger Bergrevier, Mitglied des Reichstags des Norddeutschen Bundes, des Zollparlaments und der Zweiten Kammer des Sächsischen Landtags
- Carl von Scheliha (1802–1865), Rittergutsbesitzer, Landrat des Landkreises Militsch, MdHdA, MdHH
- Wilhelm Schmidt (1829–1909), Ministerialbeamter in  Mecklenburg-Schwerin
- Adolph von Schönfeldt (1809–1886), Rittergutsbesitzer, Landrat, MdHdA
- Paul Julius Schröter (1840–1930), Ophthalmologe in Leipzig
- Carl von Schwendler (1812–1880), Jurist, Staatsminister, MdR
- Camillo von Seebach (1808–1894), Staatsminister von Sachsen-Coburg und Gotha
- Hubertus Senff (1935–2004), Generalmajor der Bundeswehr
- Gustav Sintenis (1879–1931), Bankier
- Karl von Strauch (um 1805–1872), Landrat in Schleiz, Fürstentum Reuß jüngerer Linie
- Karl Wilhelm Streubel (1816–1868), Chirurg und Hochschullehrer in Leipzig
- Ryūichi Tanabe (* 1948), Botschafter Japans
- Woldemar Tenge-Rietberg (1856–1940), Verwaltungsjurist, Gutsbesitzer und Politiker
- Christian Thieme (* 1972), Oberbürgermeister von Zeitz
- Bernhard Thiersch (1793–1855), Stifter des Corps, Dichter des Preußenliedes
- Hermann Triepel (1871–1935), Anatom
- Walter von Tzschoppe (1856–1917), Verwaltungsjurist, Landrat des Kreises Uelzen, MdHdA, Richter am Preußischen Oberwaltungsgericht
- Eduard Vater (* um 1800; † 1880), Superintendent in Meseritz, MdHdA
- Moritz Voigt (1826–1905), Jurist, Hochschullehrer in Leipzig
- Richard Wagner (1813–1883), Komponist (nur kurzfristig Mitglied)
- Christian Bernhard von Watzdorf (1804–1870), Richter, sächsischer Ministerialbeamter, Mitglied des Erfurter Unionsparlaments, MdR
- Hermann Weber (* 1936), Rechtsanwalt
- Otto Weidlich (um 1854–1922), Landrat in Merseburg, Rittergutsbesitzer
- Hermann Friedrich Wendt (1838–1875), Otologe
- Ernst von Werdeck (1849–1905), MdR
- Walter Zimmermann (1896–1973), Botschafter in Peru